# 霊仙寺跡

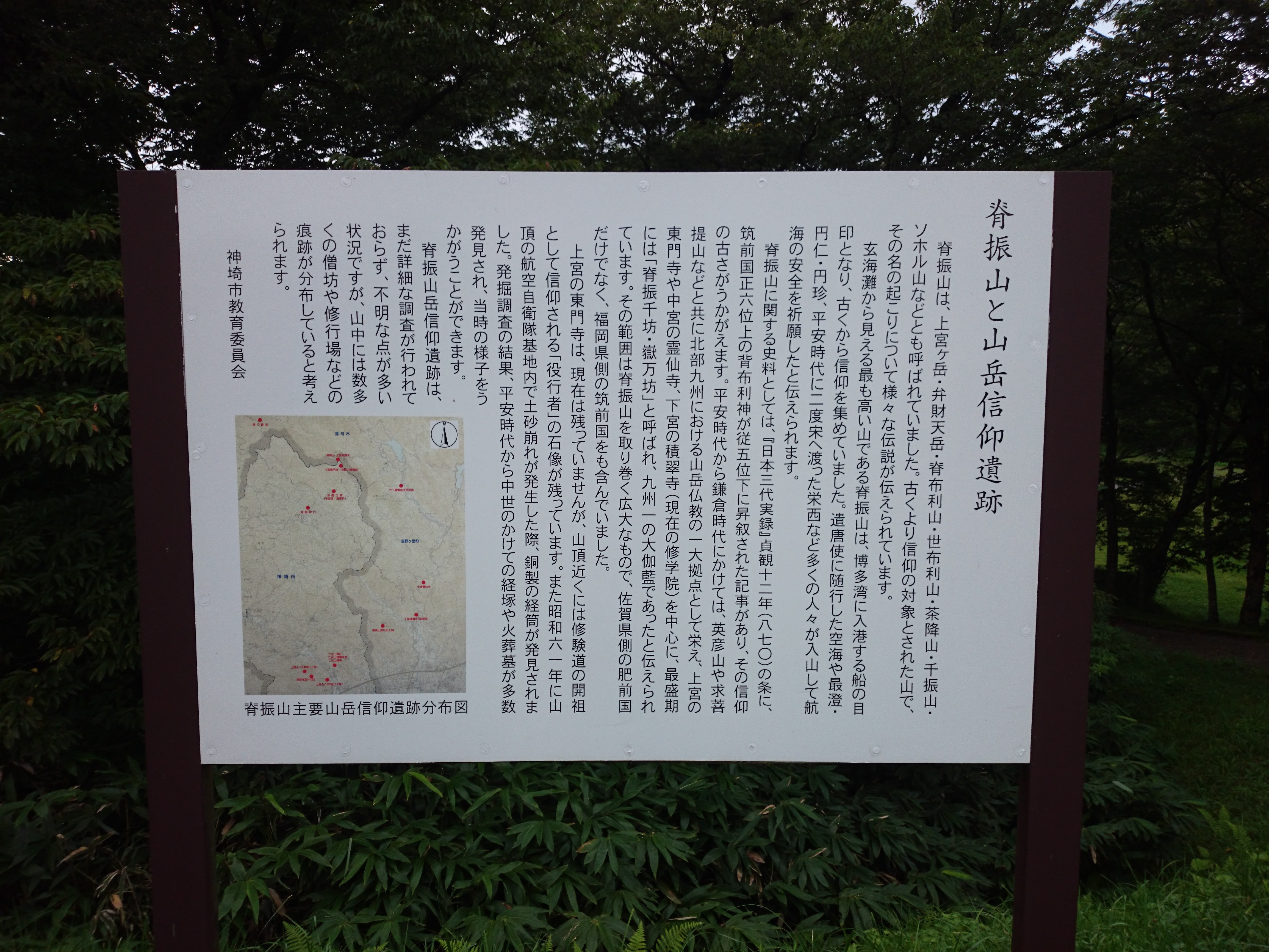

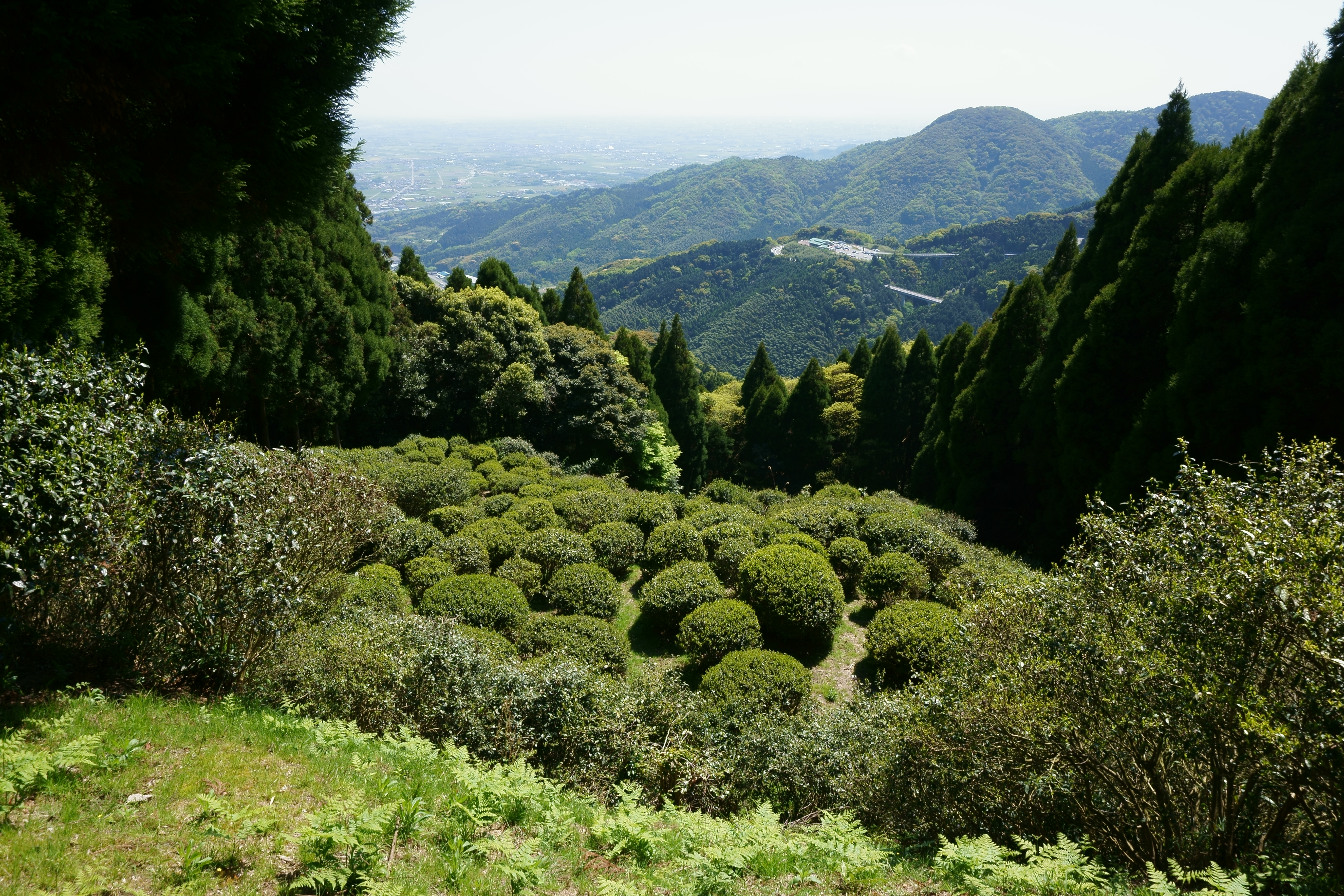
乙護法堂下の茶園

霊仙寺跡は、佐賀県吉野ヶ里町松隈にある、8世紀初頭の和銅年間から江戸時代にかけて存在した寺院の遺跡。
山岳仏教の修験場として脊振山系千石山の中腹に開山した。中世期（平安時代 - 鎌倉時代）は付近一体の山地に広まり、一部は肥前国のみならず北方の筑前国側脇山地区にも及ぶほど栄えた。脊振千坊と呼ばれた。
建久2年 (1191年) には臨済宗の開祖、栄西が中国より茶の種を持ち帰り、日本で最初にこの地で栽培したため、日本の茶の栽培の発祥地とされている。
以降、寺院と共に茶園の栽培も盛んになるが、中世に戦国時代の混乱で荒廃し半ば遺棄される。江戸年間には、水上坊の僧仁周が鍋島家の支援を受け再興した。明治維新の廃藩置県により鍋島家の支援が絶たれ、廃絶した。唯一現存する乙護法堂の下などに現存する茶園は、江戸期に経営していた茶園の名残である。
なお、吉野ヶ里町の特産の一つに栄西茶があり、これは開祖栄西の名を頂いたものである。

## 蹟物
- 乙護法堂 - 嘉永年間に建立され、唯一現存する。
  - 経塚 - 康治元年 (1145年)
- 水上坊跡 - 戦国時代 - 江戸時代の中心的坊
  - 法華経奉納記念塔 - 天和、享保年間
  - 信女供養塔 - 文政年間
- 石上坊跡

その他多数